# Un cœur aux enchères
Pour plus de détails, voir Fiche technique et Distribution.
Un cœur aux enchères (titre original : Out of This World) est un film américain en noir et blanc réalisé par Hal Walker, sorti en 1945.
C'est une parodie de la mode féminine des « Bobby-soxer » suscitée par Frank Sinatra.

## Synopsis
Employé à la Western Union Telegraph Company, le timide Herbie Fenton aime chanter et imiter le célèbre Bing Crosby chaque fois qu'il se rend au travail. Une cliente est tellement impressionnée par sa voix qu'elle l'emmène à New York pour tenter d'en tirer du profit.

## Fiche technique
- Titre français : Un cœur aux enchères
- Titre original : Out of This World
- Réalisation : Hal Walker
- Scénario : Walter DeLeon, Arthur Phillips
- Photographie : Stuart Thompson
- Montage : Stuart Gilmore
- Musique : Victor Young
- Costumes : Edith Head
- Production : Sam Coslow
- Société de production : Paramount Pictures
- Société de distribution : Paramount Pictures
- Pays de production :  États-Unis
- Langue originale : anglais américain
- Format : noir et blanc — 35 mm — 1.37:1 — son : mono (Western Electric Recording)
- Genre : comédie romantique, film musical
- Durée : 96 min
- Date de sortie : 13 juillet 1945 (États-Unis)

## Distribution

### Acteurs principaux
- Eddie Bracken : Herbie Fenton
- Veronica Lake : Dorothy Dodge
- Diana Lynn : Betty Miller
- Cass Daley : Fanny
- Parkyakarkus : Gus Palukas
- Donald MacBride : J. C. Crawford
- Florence Bates : Harriet Pringle
- Gary, Phillip, Dennis et Lin Crosby : les enfants du public de Bing Crosby
- "The Glamourette Quartette"
- Olga San Juan
- Nancy Porter
- Audrey Young
- Carol Deere
- "The Piano–Maestros"
- Carmen Cavallaro
- Ted Fiorito
- Henry King
- Ray Noble
- Joe Reichman